# Östgöta nation, Lund
Östgöta Nation är en av tretton nationer vid Lunds universitet och ligger på Adelgatan 4, ett stenkast från AF-borgen.
Östgöta Nation grundades 1668 och är den tidigast grundade av de tretton studentnationerna i Lund. Nationerna verkar som en social samlingspunkt för Lunds studenter. Ett brett spektrum av aktiviteter från nattklubbsverksamhet, till kulturutskott och matservering så som lunch, brunch och gourmetrestaurant erbjuds varje vecka måndag till söndag under terminerna.
Nationens första medlem hette Seved Rinman och var förmodligen en del av försvenskningen av Skåne. Under perioden 1768 fram till 1798 var Östgöta tillsammans med Västgöta nation och Kalmar nation förenade i den Götiska nationen. År 2017 är nationen Lunds femte största och nationen är känd för sin mat och sina nattklubbar. Nationen har varje lördag klubb Sunset samt torsdagar varje jämn vecka den populära hiphop och R'n'B-klubben Downtown.  
Den tidigare nationstidningen hette Ostroskopet.
Under 2018 firade Östgöta Nation 350 år med bland annat en jubileumsfest i AF-borgen som hölls den 27 januari.
Inspektor är Carl-Henric Nilsson - universitetslektor vid företagsekonomiska institutionen. Ann Brisfors är ProInspector.

## Nationshus
Östgöta Nation hade som så många andra nationer efter andra världskriget stora problem med lokalbrist. För att avhjälpa denna sökte man i slutet av 1940-talet med ljus och lykta efter ett nytt läge. Diskussionen i nationen gick ifall man skulle bygga på en central tomt likt Kalmars, Wermlands och Göteborgs nationer eller ifall man skulle bygga nytt ute vid Tornavägen såsom "Tornanationerna" hade gjort. Man köpte år 1955 ett svårt förfallet hus intill Kulturen på Adelgatan, rev huset och byggde upp en kopia av det gamla huset men med modern teknik och med nytt material. Huset invigdes 1959 och innehåller förutom 33 studentbostäder med pentry nationens expedition och festlokal i källaren. Huset kallas alltsedan invigningen för Ostrolocus.
Då antalet nationsmedlemmar växte genomfördes en ombyggnad 1968 varvid huset mot Adelgatan byggdes samman i ett plan med ett korsvirkeshus på Hjortgatan varvid gillestugan utvidgades till dagens festlokal. Planer fanns på att riva korsvirkeshuset och bygga nytt i tre våningar men då ett nybygge hade krävt ett flertal garageplatser som anpassning till parkeringsnormen ansågs det bli för dyrt att bygga ett parkeringsgarage att de planerna slopades. I Hjortgatans korsvirkeshus återfinns sedan denna tid kuratorsexpen samt ett par bostäder på ovanvåningen.
1988-1989 gjordes en helrenovering av Ostrolocus efter drygt tre decenniers slitage. En hiss installerades i huset mot Adelgatan, tilläggsisolering av fasad och fönster såväl som boenderummen och gillestugan gjordes vid.
Inspector emeritus Lars Söderström fanns med redan vid invigningen. 

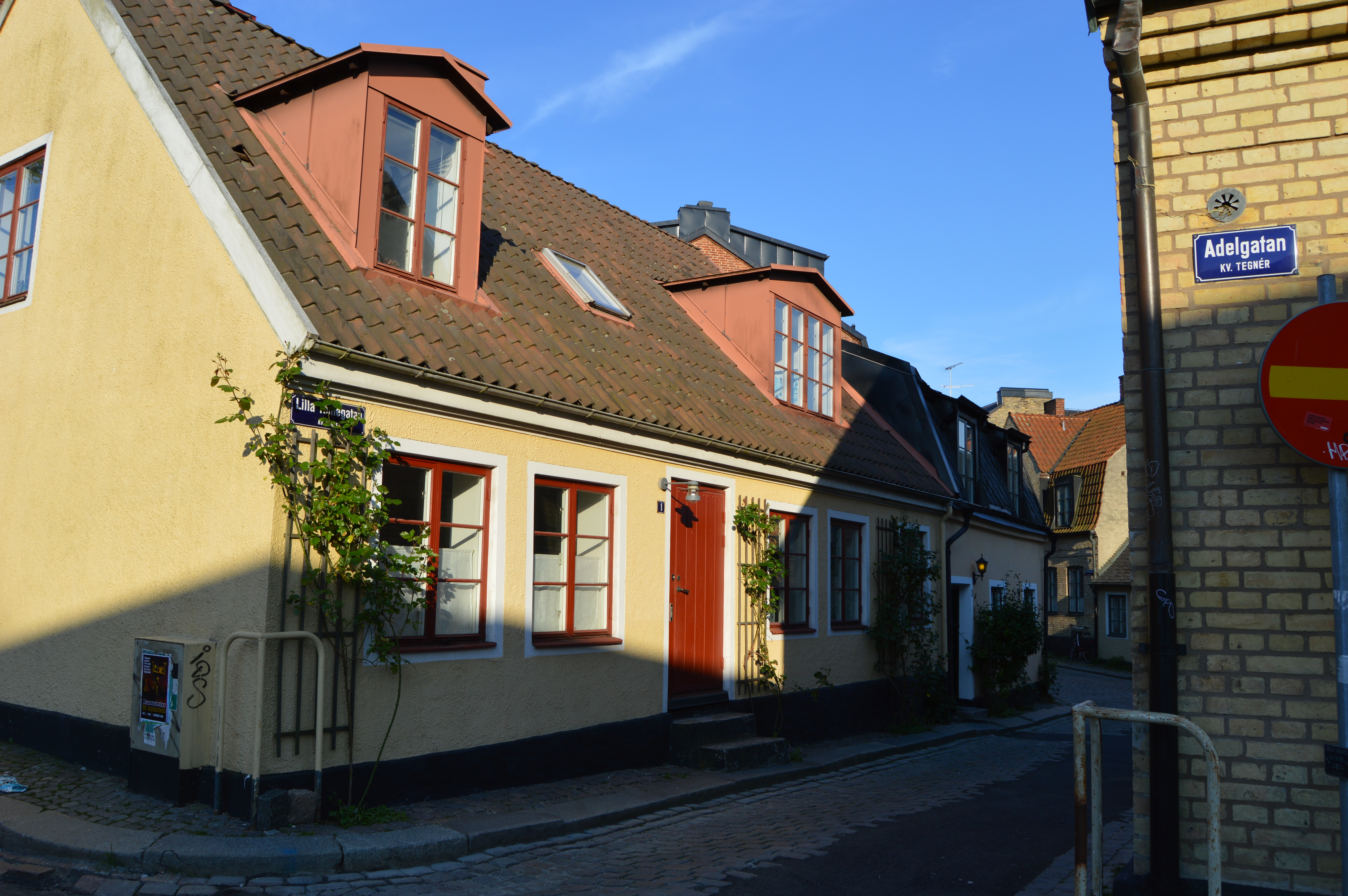
Lilla Tomegatan 1

Den 27 april 2024 invigdes nationens nya kollektivboende på Lilla Tomegatan 1, 69 år sedan nationens senaste husförvärv. Efter en budgivning så namngavs huset OstroGaudium genom en generös donation av nationens inspektor Carl-Henric Nilsson. Strax därpå påbörjades renoveringen av huset under sommaren 2024 av husförmännen med hjälp av aktiva medlemmar och förmän. OstroGaudium byggdes om från ett en-familjs hus till att hysa sex stycken studenter i ett kollektivs boendeformat. Huset köptes för 10,3 miljoner kronor.

## Kör
Ostrochorus, grundad 1982, är Östgöta Nations kör. Kören är en blandad kör och räknar drygt 40 sångare. Kören är internationellt erkänd och uppträder inte sällan tillsammans med Sångripen från Östgöta nation, Uppsala. Ostrochorus har år 2015 fyra stycken album på musiktjänsten Spotify. 

## Vännationer
- Östgöta nation, Uppsala
- Varsinaissuomalainen osakunta, Helsingfors
- Lunds nation, Lund

## Bemärkta äldre quratorer
- Johan Corylander (1707-1775), skald, professor och universitetsbibliotekarie i Lund. Qurator 1735-1739.

## Quratorer
[Ofullständig lista]

- 1942 Lars Gårding
- 1943 Bertil Sundby
- 1944-45 Bengt-Gustaf Aurelius
- 1947 Torkel Markström
- 1950 (HT) Ingrid Thorén
- 1951 (VT) Lars Svensson
- 1951 (HT) Bengt Tomasson
- 1953 Harald Ordell
- 1956 Jan Ringdahl
- 1957-58 Sven-Hugo Sandberg
- 1958-59 Göran Graninger
- 1960 Göran Bäckstrand
- 1961 Gerhard Rundquist
- 1962 Lennart Tegler
- 1963 Bengt Björkstén
- 1964 (VT) Clas G Lindström
- 1964 (HT) Staffan Wahlström
- 1965 Britt Ginér
- 1966 Egil Boräng
- 1967-68 Hans Ginér
- 1969 Per Bengtsson
- 1970 Berne Gründer
- 1973 Ingemar Hellman
- 1975 Jan Sjöberg
- 1976 Peter Norrman
- 1977 Lars Leirup
- 1978 Ulf Wallenborg
- 1979 Erik Leiman
- 1980 Annika Ödman
- 1981 Lars-Göran Larsson
- 1982 Anders Green
- 1983 Monika Agnedal
- 1984 Tomas Esping
- 1985 Michael Gustavsson
- 1986 (VT) Nils Fredrik Lundberg
- 1986 (HT) Michael Standler
- 1987 (VT) Mats Edsgården
- 1987 (HT) Magnus Lindqvist
- 1988 (VT) Peter Halonen
- 1988 (HT) Fredrik Lilieblad
- 1989 (VT) Gunnar Telhammar
- 1989 (HT) Mikael Karlsson
- 1990 (VT) Patrick Svensson
- 1990 (HT) Magnus Nelsson
- 1991 (VT) Cecilia Bengtsson
- 1991 (HT) Peter Mårtensson
- 1992 (VT) Hans W Nathanaelson
- 1992 (HT) Ellinor Eke
- 1993 (VT) Niclas Ek
- 1993 (HT) Anders Gunnarsson
- 1994 (VT) Mikael Dahlin
- 1994 (HT) Charlotte Wahlquist
- 1995 Patrik Isberg
- 1996 Jacob Holm
- 1997 Rickard Kull
- 1998 Mattias Arenius
- 1999 Ann Brisfors
- 2000 Gustav Sandberg
- 2001 Viktoria Wallin
- 2002 Elin Hedberg (Thorson)
- 2003 Per Hallgren
- 2004 Johan Clason
- 2005 Erik Ekström
- 2006 Elina Jonsson
- 2007 Alexandra D Stark
- 2008 Carl-Johan Bergquist
- 2009 Tomas Torfgård
- 2010 Per Delden
- 2011 Simon Berg
- 2012 Carl Johan Hallerström
- 2013 Gustaf Moberg
- 2014 Jonas Sennerstig
- 2015 Fredrik Grotte
- 2016 Gabriella Nadjafi
- 2017 Carl Lundberg
- 2018 Julia Carldén
- 2019 Malin Rickle
- 2020 Diego Niño Cortés
- 2021 Marta Celina Brejwo
- 2022 Sara Forghani Eklund
- 2023 Tilde le Clercq
- 2024 Agnes Morano
- 2025 Almida Cinthio

## Inspektorer
Nationens nuvarande inspektor är Carl-Henric Nilsson, lektor i företagsekonomi vid Lunds universitet.

## Hedersledamöter
- Karin Adlercreutz, Hederskurator
- Göthe Andersson, Kommunalråd
- Bengt Björkstén, Professor
- Lennart Bohlin, Direktör
- Göran Bäckstrand, Diplomat
- Birgitta Böös, Förlagsredaktör
- Bo Eiswohld, Ekonom
- Björn Eriksson, Landshövding
- Lena Ek, Miljöminister
- Jan Weste Eriksson
- Thomas Esping, Regionchef
- Göran Graninger, Professor
- Hans Grevelius, Affärsutvecklare
- Berne Grunder, Qurator 1970
- Lotta Gröhn
- Lars Gårding, Professor
- Anna Sågvall Hein Professor
- Niklas Hillbom, Fil dr
- Tomas Johannesson, Professor
- Jan Lekander, Direktör
- Fredrik Lilieblad, Frilansskribent
- Martin Lind, Biskop
- Martin Lönnebo, Biskop
- Elisabeth Nilsson, Landshövding
- Stig Persson, Kardiolog
- Ulf Petterson Professor
- Jonas Rickle
- Jan Ringdahl, Lektor
- Kerstin Sahlin, Professor
- Håkan Samuelsson Företagsledare
- Sven Sjögren, Bankdirektör
- Johan Sjövall, Marknadsdirektör
- Olof Stenhammar, Fil o ekon dr h.c.
- Åke Stolt, Sportchef SDS
- Stefan Sveningsson, Professor
- Göte Svensson, Landshövding
- Lars Söderström, Professor
- Margareta Söderström, Läkare, lektor
- Bertil Torekull, Chefredaktör
- Lars Wahlström, Direktör
- Uno Wibell, Bankdirektör
- Rolf Wirtén, Landshövding
- Pernilla Åsenlöf, Professor
- Andreas Norlén, Politiker

## Fotnoter
1. ↑  "Statistik över medlemmar" Terminsräkningsföreningen.
2. ↑  ”Östgöta nation köper kollektiv för tio miljoner – Lundagard.se”. www.lundagard.se. https://www.lundagard.se/2024/01/24/ostgota-nation-koper-kollektiv-for-tio-miljoner/. Läst 7 februari 2025.